# 라트렐 스프리웰
라트렐 스프리웰(영어: Latrell Sprewell, 1970년 9월 8일 ~ )은 전 미국의 농구 선수이다. 골든스테이트 워리어스와 뉴욕 닉스 그리고 미네소타 팀버울브스에서 활약했다.